# Albert magyar király
Albert (Bécs, 1397. augusztus 16. – Neszmély, 1439. október 27.) osztrák herceg (1404–1439), német király (1438–1439), Magyarország (1437–1439) és Csehország (1438–1439) királya. Az első Habsburg a magyar trónon.

## Élete
IV. Albert osztrák herceg (1377–1404; uralkodott: 1395–1404) és Johanna Zsófia bajor–straubingi hercegnő (1377–1410) második gyermekeként született. Egyetlen nővére volt, Margit (1395–1447), aki 1412-ben IV. Henrik bajor herceg (1386–1450) felesége lett.
Albert apja kitűnő diplomáciai érzékkel rendelkezett, hiszen már 1402-ben Luxemburgi Zsigmond magyar királlyal olyan örökösödési szerződést kötött, mely szerint fiú örökös híján az előző évben nagykorúsított Albert követi majd Zsigmondot a magyar trónon. A szerződés tulajdonképpen Zsigmond hálája volt a Habsburg-hercegeknek, akik politikailag és fegyveres erőkkel is segítették a magyar királyt a cseh korona megszerzéséért féltestvérével, Vencellel vívott – egyelőre sikertelen – küzdelemben.
Az ifjú Albert már fiatalon, 1404. szeptember 14-én örökölte az osztrák hercegséget apja halála után. A zsinati eszme híveként saját egyházára támaszkodott. Az 1414-ben összehívott konstanzi zsinat szinte egyetlen eredményeként lemondatta a három pápát, és V. Mártont ismerte el új pápának, aki támogatta Albert melki reformját, melynek célja az egyházi birtokok gazdasági modernizációja volt.
Az 1420-as években részt vett a huszita háborúkban, 1434–1435-ben pedig az ország déli részén a törökök ellen harcolt. 1437. december 9-én meghalt apósa, Luxemburgi Zsigmond. Felesége, Erzsébet öröklési jogát elismerve a főurak és a főpapok szűk csoportja Albertet Pozsonyban 1437. december 18-án magyar királlyá választotta, választását azonban feltételekhez kötötték, többek közt nem fogadhatta el a német-római császári címet. A magyar koronázás 1438. január 1-én zajlott le Székesfehérvárott, ahol Albertet az esztergomi érsek, Erzsébetet a veszprémi püspök koronázta. Frankfurtban 1438. március 18-án II. Albert néven német királlyá választották, de rövid uralkodása alatt sohasem került sor a német királyi koronázására. Az ún. kompakták elismerése után 1438. május 6-án cseh királynak is megválasztották. Anyósa, Borbála királyné állítólagos összeesküvése miatt a lengyelekkel Sziléziában kisebb háborút kellett viselnie a cseh trónért, mivel a cseh főnemesek egy része a lengyel trónörököst, Jagelló Kázmért választotta meg Albert ellenében. Cillei Borbála új házasság reményében a lengyel királyt támogatta, a harcokból azonban Albert került ki győztesen. Prágában 1438. június 29-én koronázták meg.
Udvarában a magyar nyelvet használták. Mint magyar király a kezét a koronázási feltételekkel gúzsba kötő főnemesség kiszolgáltatottja volt, s hosszas külföldi tartózkodása idején is az ő kezükben volt a hatalom. Emiatt az 1439-i budai országgyűlésen a köznemesi rend élesen hangoztatta követeléseit. Egyszersmind a honvédelmet a királyra hárították. A török fenyegető fellépése miatt (Szendrő eleste, 1439) 1439-ben hadjárat viselésére határozta el magát, seregével azonban csak Titelig jutott. Itt részben azért, mert a törökök Magyarország helyett Bosznia ellen fordultak, részben mert seregét vérhasjárvány támadta meg, csapatait szélnek eresztve hazaindult. Maga is megbetegedett, és útközben a Komárom vármegyei Neszmélyen meghalt. A monda szerint a Szőlő hegyen található Király kútból ivott dinnyeevés után, aminek hatására elhunyt. Szívét és belső szerveit a neszmélyi (ma református) templom kertjébe temették, a helyet szív alakú kő jelzi. Felesége ekkor állapotos volt tőle; utószülött (posztumusz) fia, a későbbi V. László magyar király, 1440. február 22-én született meg. A Neszmélyen készített végrendelet szerint Albert a születendő gyermekének lakóhelyéül Pozsonyt jelölte ki, gyámságát a magyar, cseh és osztrák arisztokráciára bízta. Testamentuma szerint a bécsi Szent István-templomban kívánt nyugodni, ennek ellenére Székesfehérvárott temették el.

## Családja
1421. szeptember 28-án, Pozsonyban kötött házasságot Luxemburgi Erzsébettel, Luxemburgi Zsigmondnak és második feleségének, Cillei Borbálának a lányával. Gyermekeik:
- Anna (1432–1462), I. Ulászló jegyese és trónkövetelő 1458-ban
- György (Bécs, 1435. február 16. – Bécs, 1435. február 16.)[6]
- Erzsébet (1437–1505), II. Ulászló anyja
- V. (Utószülött) László (1440–1457)

## Galéria

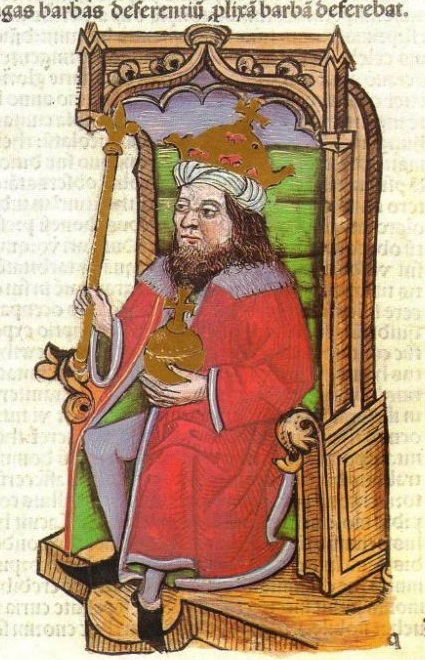
Albert király ábrázolása a Thuróczi-krónikában (1488)
Albert magyar király címere Csehország (bal), Magyarország (jobb) és Ausztria (közép) egyesített címereivel
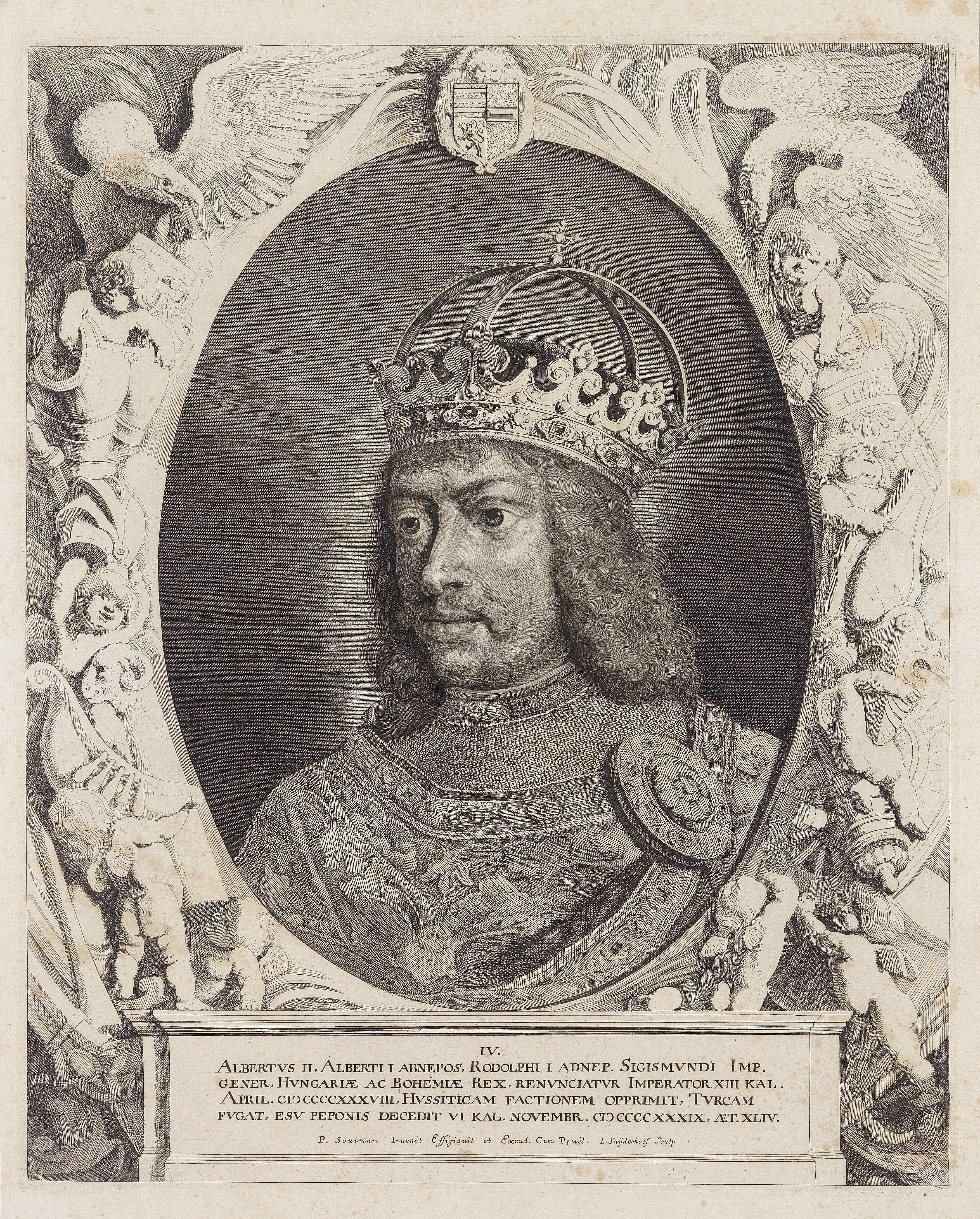
Albrecht II. portréja, Pieter van Sompel metszete (1640)
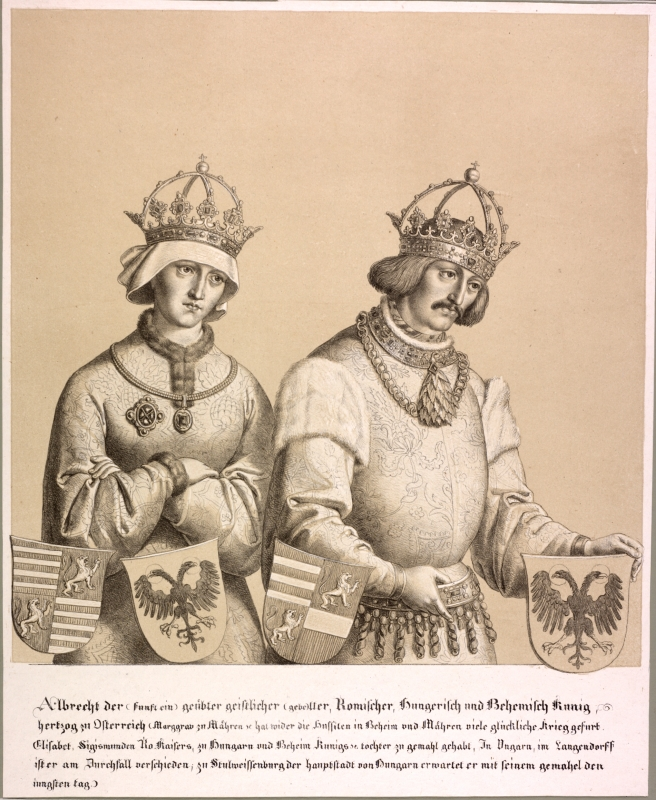
Luxemburgi Erzsébet magyar királyné és férje Habsburg Albert magyar király (1820)